# Devotio moderna
Devotio moderna (lat. for "moderne fromhed") var en humanistisk influeret religiøs reformbevægelse i 13- og 1400-tallet som udgik fra Nederlandene. Dens mål var inderlig fromhed og aktiv kærlighed der kunne tage udtryk i form af omsorg for fattige.
Bevægelsen gjorde sig gældende på det tidspunkt hvor humanismen forbandt sig med kristendommen til en kristen humanisme, der fordrede studium af kristendommens grundtekster for at tilvejebringe et personligt forhold til Gud. Med disse bibelstudier peger bevægelsen frem mod Reformationen. 
Både for læg og lærd lettedes adgangen til disse tekster efterhånden som indførelsen af trykpressen gjorde sin virkning fra midten af 1400-tallet.
Oprindelsen til bevægelsen Devotio moderna er forbundet med Geert Groote  (1340–1384) fra Deventer, ud af hvis virksomhed Brødrene af Fælleslivet blev dannet. Særlig udbredt var bevægelsen i de nederlandske og nederrhinske områder. 
Erasmus af Rotterdam blev opdraget inden for denne bevægelse og en fremtrædende repræsentant var Thomas a Kempis, som var forfatter til et af bevægelsens betydeligste værker Nachfolge Christi, "Kristi efterfølgelse". Både Martin Luther og Philipp Melanchthon skulle have haft sympati for bevægelsen.